# An-Nàssir al-Hàssan ibn Alí ibn Dàwud
An-Nàssir al-Hàssan ibn Alí ibn Dàwud fou imam zaidita del Iemen.
Va organitzar la resistència als otomans al final del segle xvi que dominaven el nord del país des d'entre 1521 i 1536. El 1596/1597 fou fet presoner pels turcs. Llavors al-Kasim ibn Muhammad ibn Ali va agafar el títol d'imam al-Mansur al Jabal Qara al sud de Sa'dah. Les tribus van dubtar en seguir-lo per temor a la repressió otomana. L'imam fou derrotat pels otomans a finals d'any i es va retirar amb els seus partidaris cap a Barat però més tard la revolta s'estendrà amb centre a Ahnum. No s'assenyala la sort de l'imam presoner, però potser fou executat.